# Nazionale maschile di rugby a 15 della Bosnia ed Erzegovina
La nazionale di rugby a 15 della Bosnia ed Erzegovina rappresenta il proprio paese nelle competizioni di rugby internazionali.
È attualmente inserita nella terza fascia del ranking mondiale. Non ha mai partecipato al Coppa del mondo, ma partecipa al Campionato europeo per Nazioni di rugby, dove è attualmente inserita nella 3ª divisione.